# De Havilland Aircraft Company
De Havilland Aircraft Company byl britský letecký výrobce působící od roku 1920 do roku 1963. Společnost postavila celou řadu úspěšných letounů a průkopnických letounů, mezi které patřil i první proudový linkový dopravní letoun de Havilland Comet.

## Historie
Historie společnosti se začala psát v roce 1920, když společnost Airco, ve které Geoffrey de Havilland působil jako hlavní konstruktér, byla prodána svým majitelem společnosti Birmingham Small Arms Company. Ta však měla zájem jen o budovy a nikoli o výrobu letadel. Proto se de Havilland rozhodl založit novou společnost pod svým jménem. Společnost byla založena 25. září 1920 v Stag Lane poblíž Edgware u Londýna. K de Havillandovi se připojilo mnoho bývalých kolegů a přátel. Společnost byla v roce 1932 přemístěna do Hatfieldu v Hertfordshire. Původní výroba na letišti Stag Lane byla oficiálně uzavřena v roce 1934, ale vlastní továrna byla zachována pro výrobu motorů.
Nejprve se de Havilland soustředil na výrobu jedno a dvoumístných dvouplošníků, které přímo navazovaly na řadu letounů DH společnosti Airco, ale byly poháněny vlastními motory společnosti de Havilland s označením Gipsy. Dále se ještě před válkou společnost proslavila řadou „Můr“ (Moth), které zahrnovaly například letouny Tiger Moth nebo Gipsy Moth, které se zařadily pro svou praktičnost a nízkou cenu mezi nejslavnější předválečné letouny, které se vyráběly po tisících kusech po celém světě. Tyto letouny ustanovily mnoho světových leteckých rekordů, mnoho z nich bylo pilotováno de Havillandem osobně a například pilotka Amy Johnsonová přeletěla sama na stroji Gipsy Moth v roce 1930 z Anglie do Austrálie.
Společnost se od počátku soustředila i na výrobu dopravních letadel, což by v té době perspektivní trh. Letouny DH 84 Dragon se staly prvními letouny irské letecké společnosti Aer Lingus, která později létala i s letouny DH 86B Dragon Express a DH 89 Dragon Rapide. Společnost de Havilland pokračovala ve výrobě vysoce výkonných letounů, včetně velmi rychlého dvoumotorového poštovního letounu DH 88 Comet. Jeden z nich zvítězil v leteckém závodu „MacRobertson Air Race“ z Anglie do Austrálie v roce 1934.
Na počátku 2. světové války společnost de Havilland vyráběla pro Královské letectvo cvičné a dopravní letouny Tiger Moth, Dragon Rapide a Airspeed Oxford. Tyto letouny byly dodávány po celou válku. V roce 1940 de Havilland koupil společnost Airspeed, kterou dál provozoval jako dceřinou společnost. Během druhé světové války se společnost rovněž věnovala intenzivnímu výzkumu proudových motorů.

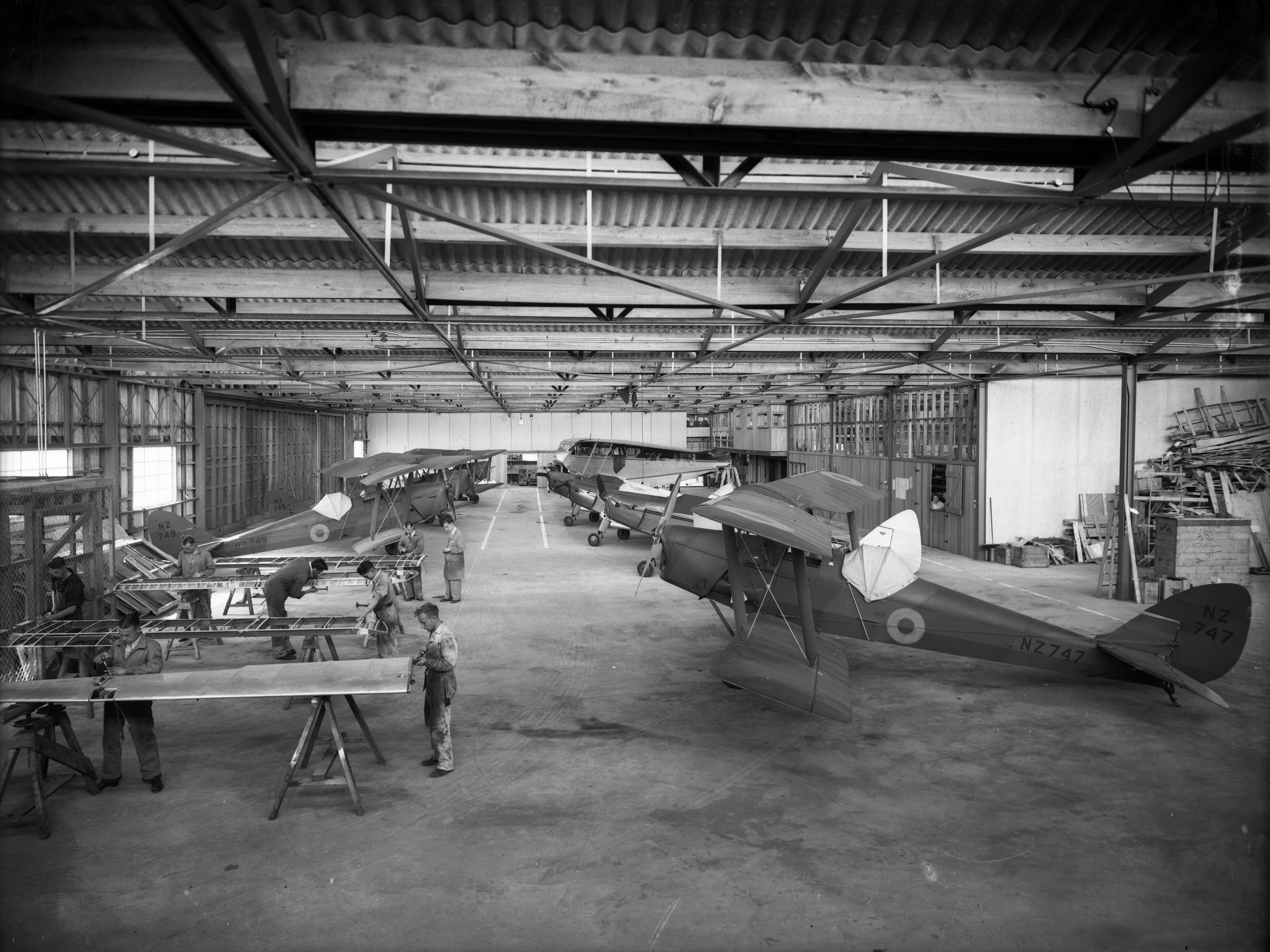
Interiér letecké továrny společnosti De Havilland v Rongotai, Wellington, rok 1939 nebo 1940

Návrhy letounů s výbornými výkony a používání dřevěných konstrukcí vyvrcholilo pravděpodobně nejslavnějším modelem společnosti, kterým byl letoun de Havilland Mosquito. Letoun byl postaven hlavně ze dřeva kvůli nedostatku hliníku během 2. světové války. Ačkoliv návrh letounu původně vzbuzoval nedůvěru díky své dřevěné konstrukci, tato nedůvěra rychle přerostla v nadšení a letounu se nakonec přezdívalo „Dřevěný zázrak“. Jeho pokračovatelem byl ještě výkonnější letoun de Havilland Hornet.
Po druhé světové válce de Havilland pokračoval ve vývoji špičkových letounů a to jak na vojenském (letouny Hornet, Vampire a Venom), tak i na civilním poli. Několik vážných nehod však otřáslo pověstí společnosti. Například experimentální letoun de Havilland DH 108 Swallow havaroval v ústí řeky Temže, přičemž zahynul syn zakladatele společnosti Geoffrey de Havilland Jr. Společnost získala v roce 1948 i větší letecký závod na letišti Hawarden v Broughton poblíž Chesteru. Výroba v tomto závodě doplňovala výrobu v Hatfieldu.
Letoun de Havilland Comet vstoupil do služby v roce 1952. Jednalo se první, dychtivě očekávaný, komerční proudový dopravní letoun, který byl pochopitelně zdrojem britské národní pýchy. Letoun Comet však postihly tři tragické nehody během dvou let provozu. V roce 1952 došlo také ke katastrofální nehodě prototypu letounu DH 110 během leteckého dnu „Farnborough Airshow“. Letoun se během letu rozpadnul, přičemž trosky usmrtily několik desítek návštěvníků leteckého dnu.
Kvůli problémům s únavou materiálu byly zbývající letouny Comet odstaveny z provozu v roce 1954. Společnost de Havilland poté vyvinula značné úsilí, aby postavila novou verzi, která byla větší i silnější. Tento letoun, označený Comet 4, měl umožnit dopravním letounům společnosti de Havilland návrat na nebe v roce 1958. Poté se však ve Spojených státech začaly vyrábět letouny Boeing 707 a Douglas DC-8, které byly jednak rychlejší a jejich provoz byl i více ekonomický. Objednávky letounu Comet 4 byly nakonec vesměs zrušeny.
V roce 1959 společnost Hawker Siddeley koupila společnost de Havilland (vlastnila jí od ledna 1960), ale až do roku 1963 jí zachovala jako oddělenou společnost. 1. července 1963 se společnost de Havilland stala divizí společnosti Hawker Siddeley Aviation Ltd. a všechny typy letounů, které byly v té době ve výrobě nebo ve vývoji, změnily své označení z „DH“ na „HS“ (viz například letoun Hawker Siddeley Trident). Slavné označení „DH“ a jméno de Havilland však žilo dál spolu se stovkami letounů řady Moth a spolu se značným množstvím dalších rozličných typů, které létaly a ještě létají po celém světě.
De Havilland se vrátil do světa dopravních letounů v roce 1962 linkovým strojem Trident. Nicméně stroj byl navržen, aby vyhovoval potřebám jedné letecké společnosti – British European Airways. Pro ostatní letecké společnosti byl letoun nezajímavý a dávaly přednost konkurenčnímu třímotorovému stroji Boeing 727. De Havilland (Hawker Siddeley) tak postavil jenom 117 letounů Trident, zatímco Boeing prodal více než 1 800 strojů verze 727.
De Havilland se také angažoval na poli vývoje raket dlouhého doletu (dceřiná společnost de Havilland Propellers) vývojem kapalinové balistické rakety Blue Streak. Tento projekt byl zrušen v roce 1960.

## Výrobky

### Letouny
- Dvojplošníky
  - De Havilland Biplane No. 1
  - De Havilland Biplane No. 2
  - Airco DH.1
  - Airco DH.2
  - Airco DH.3
  - Airco DH.4
  - Airco DH 5
  - Airco DH.6
  - Airco DH.9
  - Airco DH.9A
  - Airco DH.9C
  - Airco D.H.10 Amiens
  - DH.11 Oxford
  - DH.12
  - DH.14 Okapi
  - DH.15 Gazelle
  - DH.16
  - DH.18
  - DH.27 Derby
  - DH.29 Doncaster
  - DH.34
  - DH.37
  - DH.42 Dormouse
  - DH.42A&B Digby
  - DH.50
  - DH.51
  - DH.54 Highclere
  - DH.56 Hyena
  - DH.60 Moth
  - DH.61 Giant Moth
  - DH.65 Hound
  - DH.66 Hercules
  - DH.67
  - DH.72
  - DH.82 Tiger Moth
  - DH.83 Fox Moth
  - DH.84 Dragon
  - DH.86 Express
  - DH.87 Hornet Moth
  - DH.89 Dragon Rapide
  - DH.90 Dragonfly
  - DH.92 Dolphin
  - DH TK.1

- Kluzák
  - DH.52

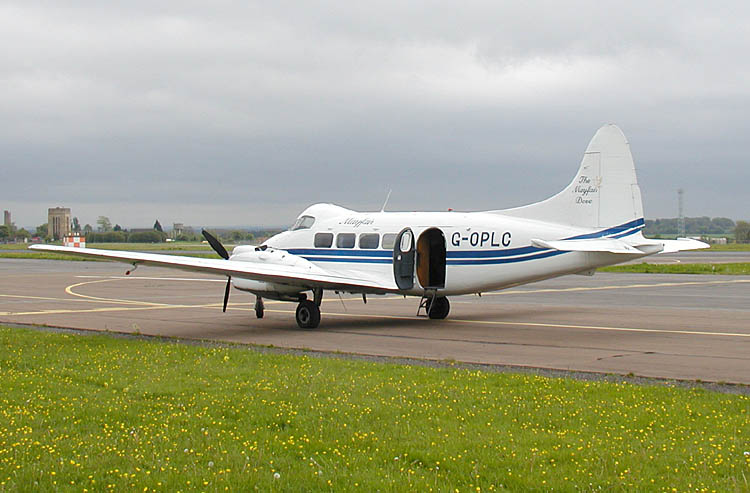
de Havilland Dove

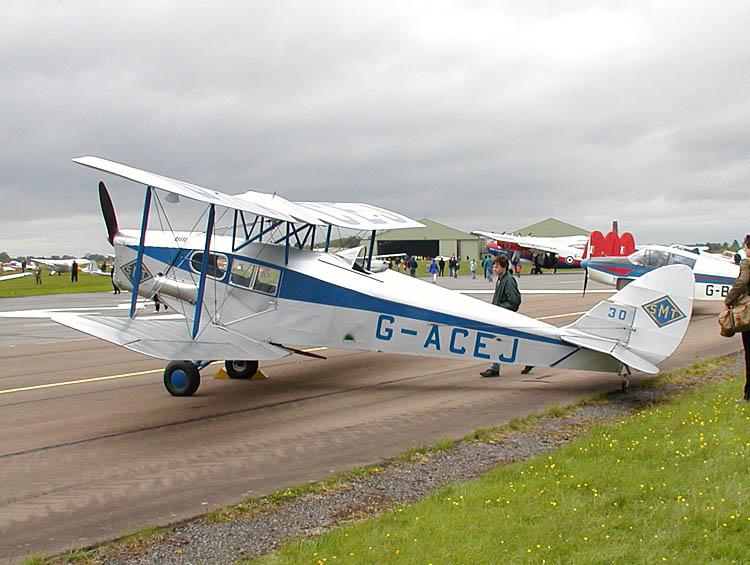
de Havilland DH 83 Fox Moth

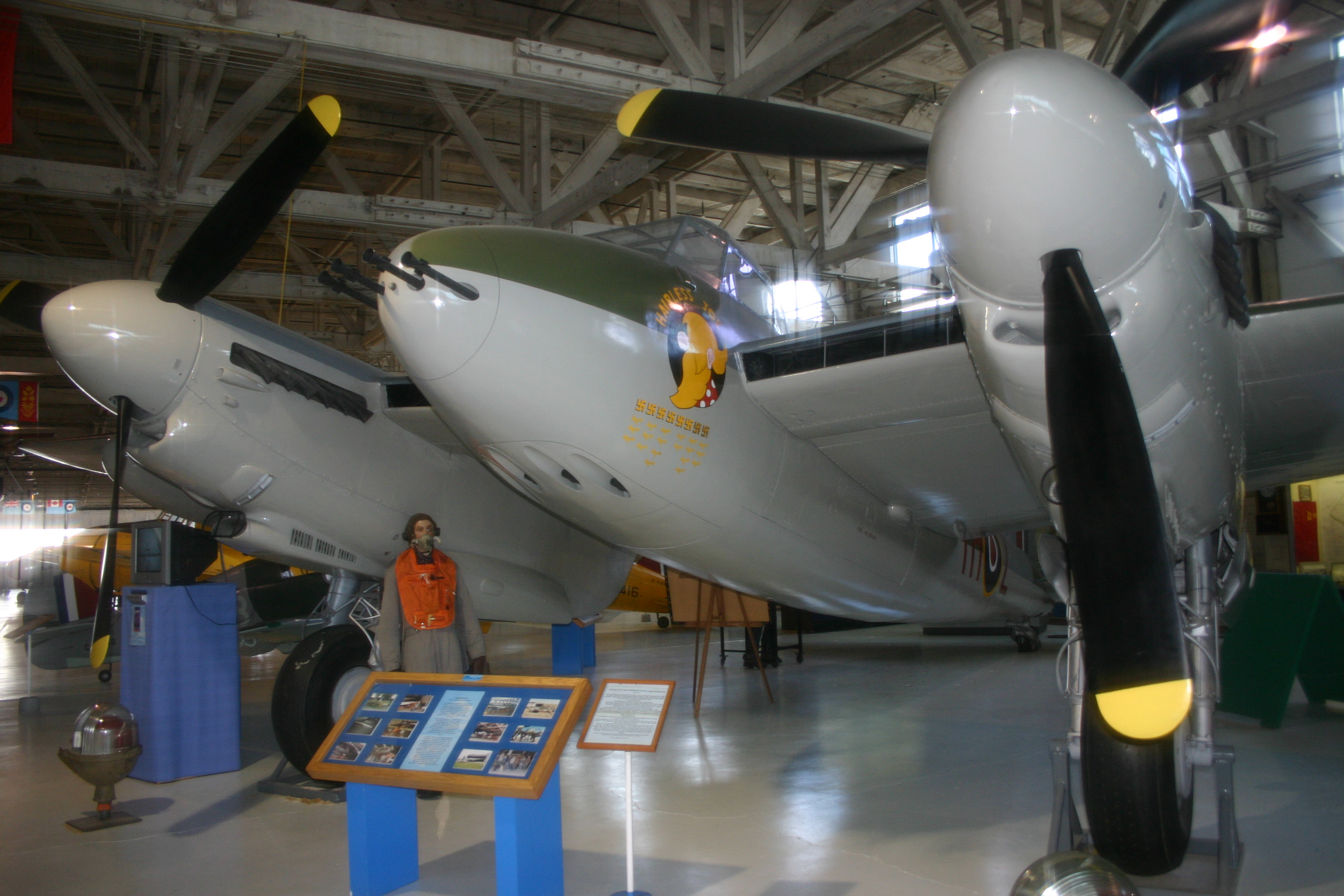
de Havilland Mosquito B 35 (předělaný do FB Mk.VI vystavený v Alberta Aviation Museum)

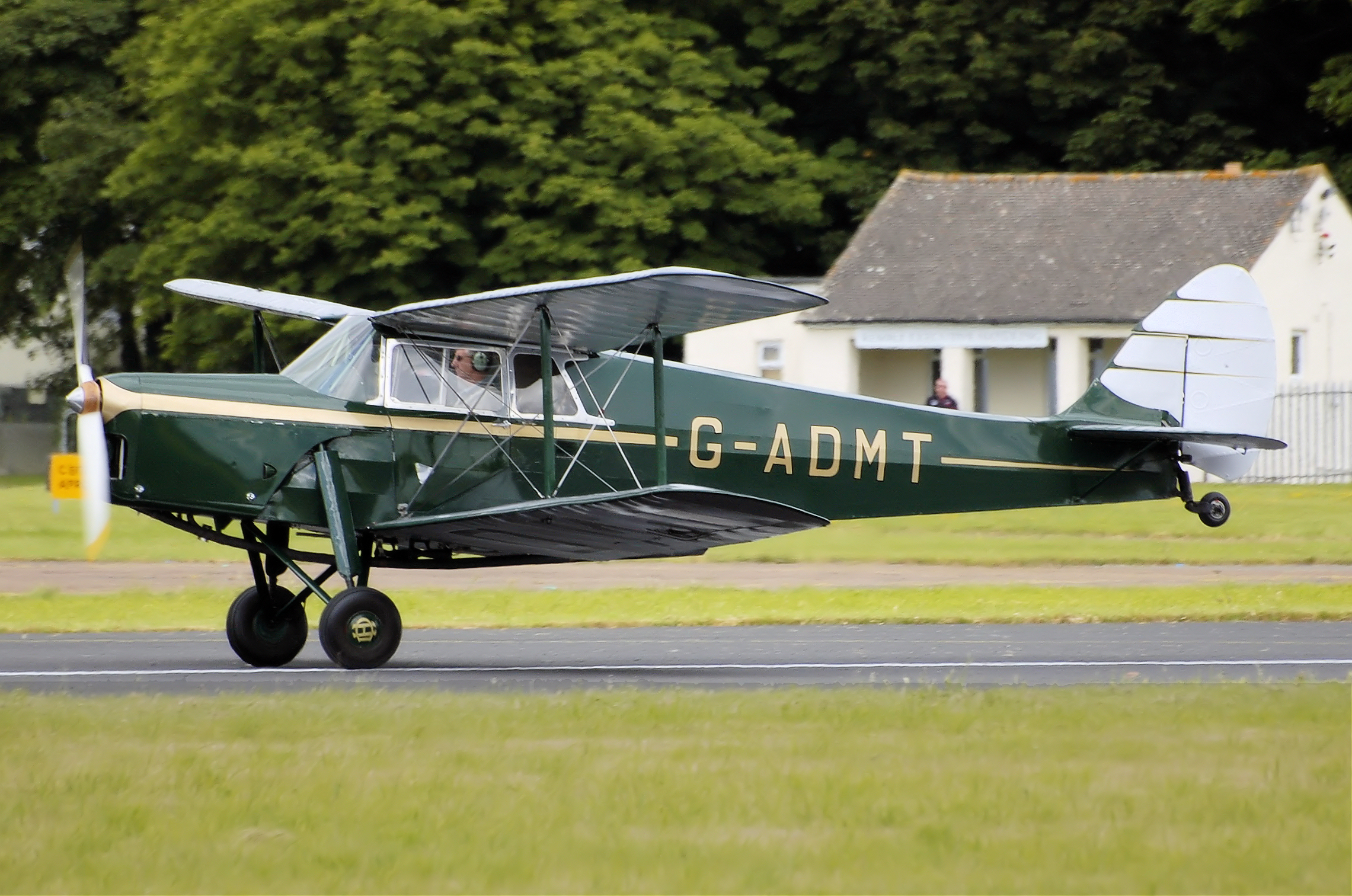
de Havilland DH87B Hornet Moth startuje na letecké show „Kemble Air Day“, Wiltshire v roce 2008

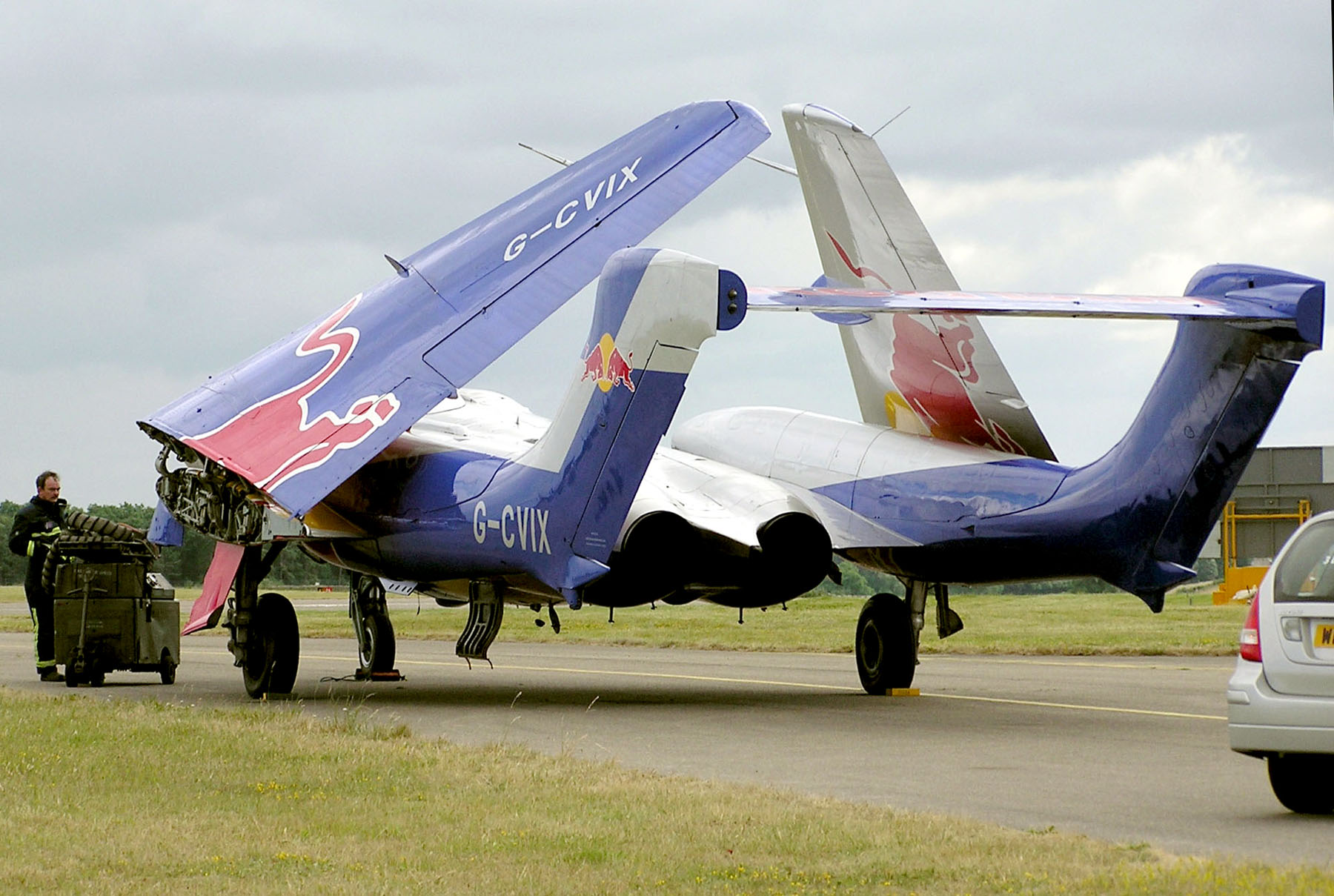
De Havilland Sea Vixen (G-CVIX) na letecké show v roce 2005

- Civilní a vojenské jednoplošníky s pístovými motory
  - DH.53 Humming Bird
  - DH.71 Tiger Moth
  - DH.75 Hawk Moth
  - DH.77
  - DH.80/DH.80A Puss Moth
  - DH.81 Swallow Moth
  - DH.85 Leopard Moth
  - DH.88 Comet
  - DH.91 Albatross
  - DH.93 Don
  - DH.94 Moth Minor
  - DH.95 Flamingo
  - DH.98 Mosquito
  - DH.103 Hornet
  - DH.104 Dove
  - DH.114 Heron
  - DH.TK 2
  - DH.TK 4
  - DH.TK 5

- Civilní a vojenská transportní proudová letadla
  - DH.106 Comet
  - DH.121 Trident později značený HS Trident
  - D.H.125 později značený HS.125

- Vojenské proudové letouny
  - DH.100 Vampire & Sea Vampire (1945)
  - DH.112 Venom (1952)
  - DH.112 Sea Venom (1952)
  - DH.110 Sea Vixen (1959)

- Experimentální letouny
  - DH.108 Swallow (1946)

- Vírník
  - Cierva C.24

### Zbraňové systémy
- Rakety
  - Firestreak – střela vzduch-vzduch
  - Bluestreak – balistická střela

## Dceřiné společnosti
Společnost de Havilland měla celou řadu dceřiných společností po celém světě. Byly to de Havilland Aircraft Pty Ltd (australská pobočka), de Havilland Aircraft of Canada Ltd (kanadská pobočka), de Havilland Engine Company (motory), de Havilland Propellers (vrtule, řízené střely), de Havilland Aeronautical Technical School (škola) a Airspeed Ltd. Další pobočky byly založeny v Indii, Jižní Africe a na Novém Zélandu. Následuje popis několika z nich.

### de Havilland Canada

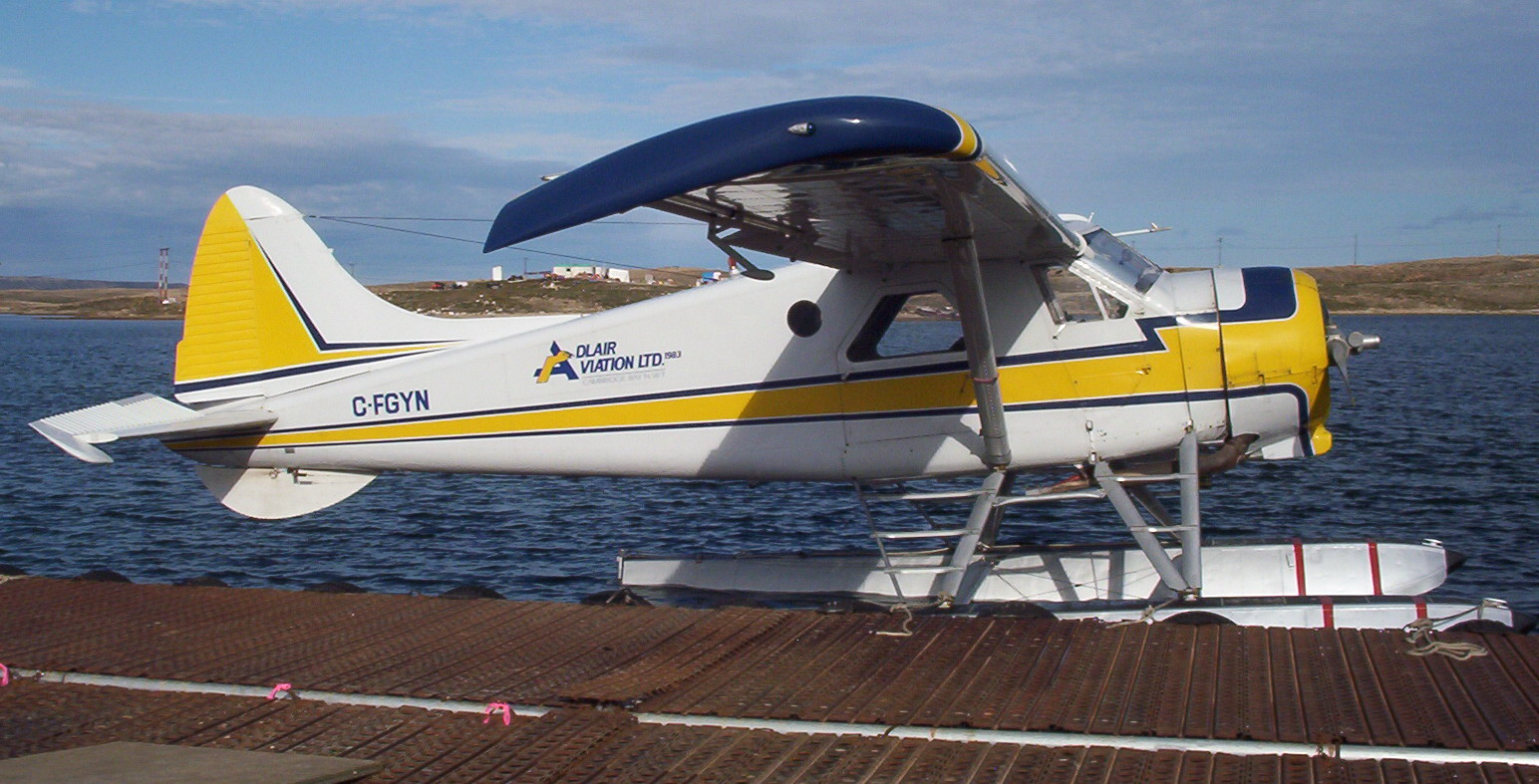
de Havilland Beaver (DHC2) Mk I na plovácích

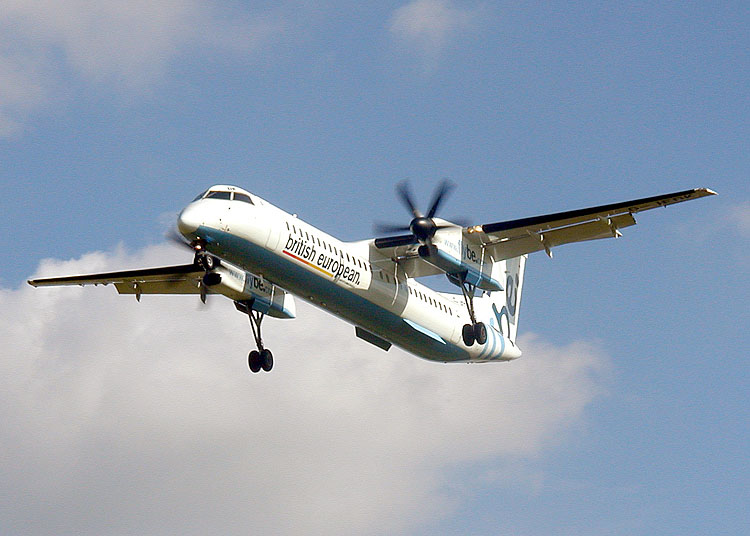
Bombardier (de Havilland Canada) Dash 8 letecké společnosti Flybe

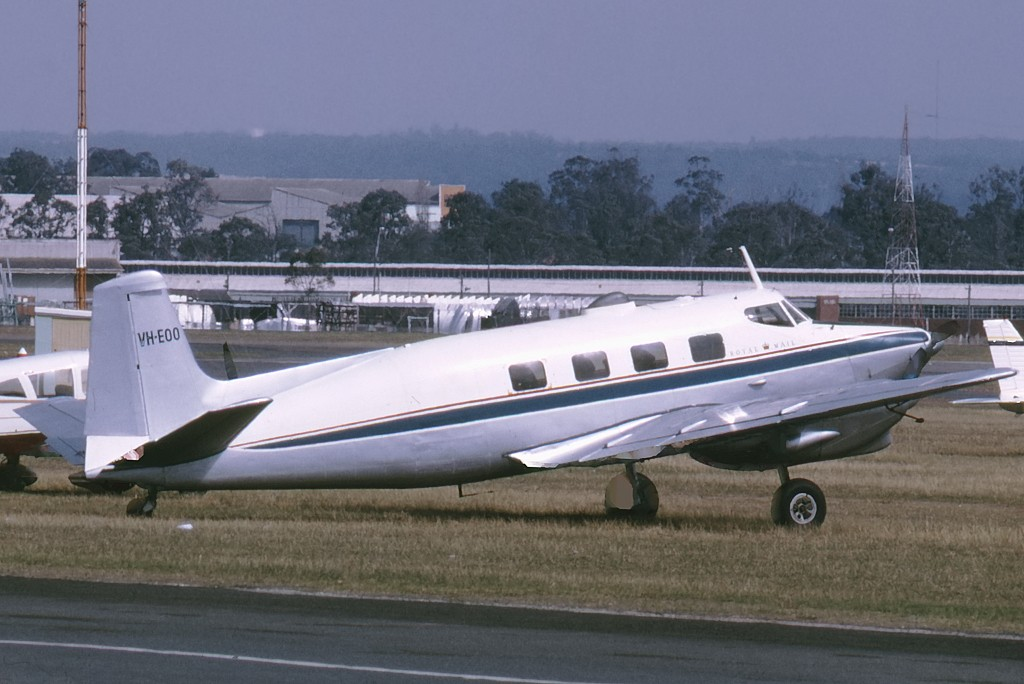
De Havilland Australia DHA.3 Drover 3B v Sydney (Bankstown) v roce 1970, kde byl letoun i postaven.

Společnost de Havilland Canada Aircraft of Canada Ltd. byla založena v roce 1928, aby vyráběla letouny řady Moth pro výcvik kanadských letců a po válce se zabývala i vývojem vlastních typů letounů, které se hodily do drsných kanadských podmínek. Společnost de Havilland Canada působila jako státní podnik (Canadian Crown Corporation), poté jako dceřiná společnost firmy Boeing, potom opět jako státní podnik a nakonec byla začleněna do skupiny Bombardier Inc. a letoun Dash 8 zůstal i nadále ve výrobě se zvláštním důrazem na tichý provoz v porovnání s letouny srovnatelné velikosti.

### de Havilland Australia
Společnost de Havilland Australia (DHA) byla jako první dceřiná společnost založena v březnu 1927 jako de Havilland Aircraft Pty. Ltd. V roce 1930 byla společnost přemístěna z Melbourne do Sydney, kde působila hlavně jako pobočka mateřské společnosti, která se zabývala hlavně montáží, opravami a dodáváním náhradních dílů pro letouny de Havilland. Až do druhé světové války se společnost de Havilland Australia (DHA) nezabývala vývojem a výrobou vlastních letounů. Poté začala společnost vyrábět cvičné stroje DH 82 Tiger Moth v Bankstown, Nový Jižní Wales.
Během 2. světové války DHA navrhla malý kluzák pro přepravu vojáků, který měl být použit při invazi australských sil do Japonska. Nesl označení DH-G1 a bylo postaveno jen 6 kusů. Společnost také zahájila výrobu letounů Mosquito, které byly od roku 1944 dodávány RAAF. V Bankstownu bylo nakonec v letech 1943 až 1948 vyrobeno 212 těchto letounů. Některé z nich sloužily u RAAF až do roku 1953.
Licenční výroba letounů de Havilland Vampire byla zahájena v roce 1948. První ze 190 vyrobených strojů poprvé vzlétnul v roce 1949.
Další vlastní návrh společnosti DHA, de Havilland Australia DHA-3 Drover, byl vyráběn od roku 1948 do roku 1953. Bylo vyrobeno jen 20 strojů hlavně pro Královskou leteckou lékařskou službu (Royal Flying Doctor Service of Australia), Trans Australia Airlines a Qantas. DHA-3 Drover byl třímotorový lehký transportní letoun odvozený od typu DH.104 Dove, který mohl nést 6 až 8 pasažérů.
Podnik de Havilland Australia je v současné době vlastněn společností Boeing Australia nejprve pod názvem Hawker de Havilland Aerospace. 6. února 2009 Boeing oznámil, že společnost mění svůj název na Boeing Aerostructures Australia.

### de Havilland Engine Company
Tak jako byl de Havilland významným výrobcem letounů, byl i neméně významným výrobcem leteckých motorů. To byla neobvyklá praxe. Obvyklé bylo, že vývojem a výrobou motorů se zabývaly specializované společnosti. Společnost však vyráběla úspěšné motory „Gipsy“. Ty i jejich vylepšené verze „Gipsy Major“ byly velice úspěšné a populární do té míry, že byly použity u téměř všech letounů společnosti a nakupovali je i jiní výrobci letounů. Motory Gipsy byly ve své době (30. léta 20. století) poměrně neobvyklé, protože to byly řadové motory. V té době se těšily mnohem větší oblibě hvězdicové motory, popřípadě motory s protiběžnými písty. Společnost de Havilland byla také konkurentem společností Rolls-Royce Limited a Metropolitan-Vickers při vývoji prvních proudových motorů. Společnost posléze vyráběla proudové motory de Havilland Goblin a de Havilland Ghost pro své první proudové stíhačky a pro letouny de Havilland Comet.